# Asier Riesgo
Asier Riesgo Unamuno (ur. 6 października 1983 w Debie) – hiszpański piłkarz występujący na pozycji bramkarza w klubie Girona FC.